# Jean de Beu
Jean, vicomte de Beu est le fils de Robert IV de Dreux, 4e vicomte de Dreux de Beu et d'Isabeau des Barres, fille de Jean des Barres. Il est le 5e seigneur du nom de la branche cadette des seigneurs de Beu qui s'éteindra à la fin du XVIe siècle.

## Blason
Le blason se lit « échiqueté d'or et d'azur à la bordure engrelée de gueules »

## Origine du nom
Beu, le nom ancien de Bû (Eure-et-Loir) semble venir de l'abréviation des désignations latines Beucum ou Beutum sous lesquelles le village est cité au Moyen Âge.

## Histoire
Il épouse Jeanne de Plancy mais n'a pas de descendance. À son décès, le titre de vicomte de Beu échoit à son oncle, Robert VI de Dreux, fils de Robert III de Dreux.

## Sources
- « Petite et grande histoire de Bû (Beu) »